# Abraham Nochem Stenzel
Abraham Nochem Stenzel, auch A. N. Stencl und andere Transkriptionen (geboren  1897 in Czeladź, Russisches Kaiserreich; gestorben 1983 in London), war ein polnisch-britischer Dichter in jiddischer Sprache.

## Leben
Abraham Stencl besuchte die Jeschiwa bei seinem dreizehn Jahre älteren Bruder Shlomo Sztencl (1884–1919), der als Rabbiner im polnischen Sosnowiec arbeitete. Als Jugendlicher wurde er Mitglied des Hechaluz. Als er zur polnischen Armee eingezogen werden sollte, die zu der Zeit in mehrere Kriege verwickelt war, flüchtete er 1919 in die Niederlande und lebte dort als Hilfsarbeiter. 1921 zog es ihn nach Berlin, wo er sich den Literaten des Expressionismus anschloss und begann, jiddische Gedichte zu schreiben. Er freundete sich mit Dora Diamant an, sowie mit Else Lasker-Schüler, für die er 1926 ein Gedicht in der Weltbühne veröffentlichte, das Abraham Suhl ins Deutsche übertragen hatte. Eine lebenslange Beziehung verband ihn mit der Kunstlehrerin an der Freien Weltlichen Schule in Reinickendorf Elisabeth Woehler, die Jiddisch lernen musste, um seine Gedichte für eine Veröffentlichung zu übersetzen.
Nach der Machtübergabe an die Nationalsozialisten 1933 konnte er in Deutschland nur noch eingeschränkt publizieren. Er emigrierte 1936 nach Großbritannien. Ab 1944 lebte er dort im Londoner Stadtteil Whitechapel. Stencl gründete den jiddischen Literaturzirkel Literarische Shabbes Nokhmitogs (Literarische Schabbatnachmittage) und gab die Zeitschrift Loshn und Lebn (Sprache und Leben) heraus, die von 1940 bis 1981 erschien. 
Sein literarischer Nachlass liegt in der School of Oriental and African Studies. 

## Werke (Auswahl)

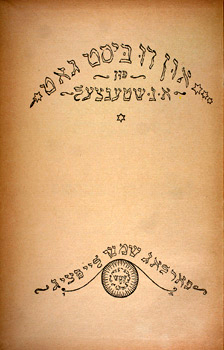
A. N. Stenzel: Un du bist Got (Leipzig, 1924)

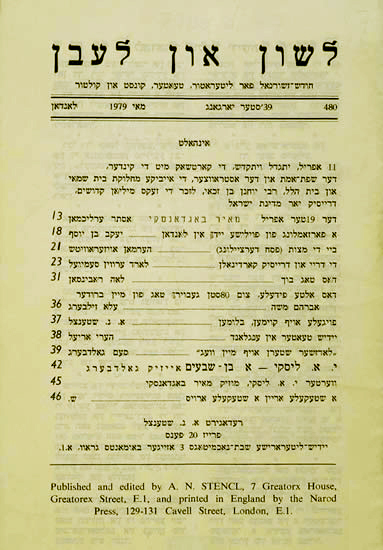
A. N. Stencl: Loshn un lebn Heft 480 (London, 1979)

- Lider un Gedikhten. Leipzig: Menes-Verlag, 1924 (jiddisch)
- Mein Fischerdorf. Übersetzung Etta Federn-Kohlhaas. Berlin: Kartell lyrischer Autoren, 1931
- Un du bist Got. Leipzig, c. 1924
- Ring des Saturn: Gedichte. Berlin: Die Rabenpresse, 1932
- Fisherdorf. Berlin: Energya, 1933
- Mazl-tale. Berlin: [s.n], 1935
- Fundervaytens. Berlin: Aroysgebn fun fraynt, 1935
- Mayn fisherdorf. Berlin: [s.n.], 1935
- Tsvishn himl un erd. Berlin: Farlag Rubin Mas, 1936
- Funderheym. Berlin: [s.n.] 1936
- A Mendele-ovnt in Berlin. Berlin: Literarishe bleter, 17. Januar 1936, S. 33–34
- Letste nakht. London: Y. Naroditski, 1936
- Londoner sonetn. London: Y. Naroditski, 1937
- Sof zumer ferzn: in a vaytshepl gesl. London: Y. Naroditski, 1937
- Hakn krayts. London: Y. Naroditski, 1938
- Zibn fragmentn. London: Y. Naroditski, 1939
- Loshn un lebn. Zeitschrift. London 1940–1981
- Tsu der indzl do. London : Shtentsls heftlekh, 1941
- Sovyet-front. London : Shtentsls heftlekh, 1942
- Khanike. London : Shtentsls heftlekh, 1942
- Englishe mayster in der moleray. Tsu der oysshtelung itst fun zeyere bilder in der art-galerye in Vaytshepl. London: Y. Naroditski, 1942
- Yidish. London: Y. Naroditski, 1942
- Yidish shafn in London. London: Shtentsls heftlekh, 1942
- Far der royter armey. London: Y. Naroditski, 1943
- Undzer bayshtyayer tsum yidishn shafn. Shtentsls heftlekh, London: 1945
- Yerusholayim: lider, balades un poemes. London: Y. Naroditski, 1948
- Vidervuks: Lider, sonetn un balades. London: Farlag Loshn un Lebn, 1952
- Yoyvl almanakh loshn un lebn. London: Farlag Loshn un Lebn, 1956
- Goles un Geule. London, 1958
- Vaytshepl shtetl d'Britn. London: Loshn un Lebn, 1961
- All My Young Years: Yiddish Poetry from Weimar Germany. Zweisprachig Jiddisch – Englisch. Übersetzung Haike Beruriah Wiegand, Stephen Watts. Einleitung Heather Valencia. Nottingham: Five Leaves, 2007